# Liste der Monuments historiques in Ham-sur-Meuse
Die Liste der Monuments historiques in Ham-sur-Meuse führt die Monuments historiques in der französischen Gemeinde Ham-sur-Meuse auf.

## Liste der Objekte
| Bezeichnung                                         | Beschreibung                                                      | Standort                     | Kennzeichnung | Schutzstatus | Datum | Bild |
| --------------------------------------------------- | ----------------------------------------------------------------- | ---------------------------- | ------------- | ------------ | ----- | ---- |
| Skulpturengruppe Heiliger Rochus mit Hund und Engel | Holz, farbig gefasst, 17. oder 18. Jahrhundert                    | in der Kirche St-Rémi (Lage) | PM08000256    | Classé       | 1970  |      |
| Passionsretabel                                     | Ölfarbe auf Holz, bezeichnet 1590                                 | in der Kirche St-Rémi (Lage) | PM08000255    | Classé       | 1904  |      |
| Kreuzweg                                            | 14 Zeichnungen; Tusche auf Papier, 1964 von Bonaventure Fieullien | in der Kirche St-Rémi (Lage) | PM08001320    | Inscrit      | 2015  |      |
| Kruzifix                                            | Holz, farbig gefasst, 18. Jahrhundert                             | in der Kirche St-Rémi (Lage) | PM08001214    | Inscrit      | 1988  |      |